# Natturi
Natturi es un pueblo ubicado en el municipio de Haljala, en el condado de Lääne-Viru, Estonia.

## Superficie
Posee una superficie de 0,5108 kilómetros cuadrados.

## Demografía
Hasta 2021 la población era de 4 habitantes, con una densidad de población de 7,831 habitantes por kilómetro cuadrado.